# Fernando Morais
Fernando Gomes de Morais (Mariana, 22 de julho de 1946) é um jornalista, biógrafo, político e escritor brasileiro. Sua obra literária é constituída por biografias e reportagens.

## Biografia
Iniciou sua carreira no jornalismo aos 15 anos. Em 1961, era então um office boy numa revista editada por um banco em Belo Horizonte, quando teve que cobrir a ausência do único jornalista da publicação numa entrevista coletiva. Aos 18 mudou-se para São Paulo e passou pelas redações de Veja, Jornal da Tarde, Revista Visão, Folha de S.Paulo, TV Cultura e portal IG. Recebeu três vezes o Prêmio Esso e quatro vezes o Prêmio Abril.
Seu primeiro sucesso editorial foi A Ilha, relato de uma viagem a Cuba. A partir daí, abandonou a rotina das redações para se dedicar à literatura. Pesquisador dedicado e exímio no tratamento de textos, publicou biografias e reportagens que venderam mais de cinco milhões de exemplares no Brasil e em outros países.
Em 2003, tentou uma vaga na Academia Brasileira de Letras, mas foi derrotado por Marco Maciel, ex-senador e ex-vice-presidente da República. Em 2006 assumiu assento na Academia Marianense de Letras, em sua cidade natal.

## Política
Foi deputado estadual pelo PMDB em duas ocasiões, nas legislaturas de 1978 e 1982. Também assumiu secretária estadual de Cultura (1988-1991) e de Educação (1991-1993) de São Paulo, nos governos Orestes Quércia e Luiz Antônio Fleury Filho. Em 1998 foi candidato a vice-governador da candidatura de Orestes Quércia ao governo do Estado de São Paulo nas eleições de 1998.

## Livros
| Ano  | Livro                              | |
| ---- | ---------------------------------- | --- |
| 1976 | A Ilha                             | Esta reportagem sobre Cuba tornou-se um dos maiores sucessos editoriais brasileiros e se converteu num ícone da esquerda brasileira nos anos 70. Reeditada em 2001, a obra, ampliada, inclui um caderno de fotos e um prefácio em que Morais apresenta suas impressões sobre a ilha 25 anos depois da primeira viagem. |
| 1985 | Olga                               | Reeditada em 1994, narra a trajetória trágica de Olga Benário, recrutada pelo governo soviético para dar proteção ao líder comunista brasileiro Luís Carlos Prestes, com quem viveria um romance antes de ser presa e deportada pelo governo Vargas e morta na Alemanha nazista.                                       |
| 1994 | Chatô, o Rei do Brasil             | Biografia de Assis Chateaubriand, na qual são narrados sem retoques os expedientes pouco ortodoxos por ele utilizados para construir seu império jornalístico. |
| 2000 | Corações Sujos                     | Reconstitui a mais sangrenta página da história da imigração japonesa, a aventura da Shindo Renmei e sua vingança contra os corações sujos, assim chamados os japoneses acusados de trair sua pátria por "acreditarem" na derrota do Japão na Segunda Guerra Mundial.                                                  |
| 2003 | Cem Quilos de Ouro                 | Coletânea na qual o autor apresenta e comenta doze reportagens assinadas por ele entre as décadas de 1970 e 1990. |
| 2005 | Na Toca dos Leões                  | O autor esmiúça a vida de Washington Olivetto, Javier Llussá Ciuret e Gabriel Zellmeister, os fundadores da W/Brasil, uma das agências de propaganda mais premiadas do mundo. |
| 2006 | Montenegro                         | Biografia de Casimiro Montenegro Filho, o Marechal Montenegro, pioneiro da aviação e revolucionário de 1930, que, em 1950, enfrentou Presidente da República, ministros e companheiros de farda para criar o Instituto Tecnológico de Aeronáutica (ITA).                                                               |
| 2008 | O Mago                             | Biografia do polêmico escritor Paulo Coelho. Tentativa de suicídio, satanismo, homossexualidade, drogas e Raul Seixas fazem parte das revelações. |
| 2011 | Os Últimos Soldados da Guerra Fria | Livro sobre agentes secretos de Cuba nos Estados Unidos. |
| 2021 | Lula, Volume 1                     | A primeira biografia de vulto de Luiz Inácio Lula da Silva. |

## Adaptações para o cinema

### "Olga"
Logo após o lançamento da edição americana da biografia Olga, os direitos de sua adaptação para filme foram adquiridos por um estúdio de Hollywood. Produtores americanos chegaram a anunciar que Al Pacino interpretaria Prestes.
No entanto, o filme Olga veio em 2004 a ser produzido pela Globo Filmes dirigido por Jayme Monjardim, com Camila Morgado no papel de Olga e Caco Ciocler no de Prestes.

### "Chatô, o Rei do Brasil"
O livro Chatô, o Rei do Brasil acabou por protagonizar um dos capítulos mais controversos da história do cinema brasileiro. Os direitos para o cinema foram adquiridos por Guilherme Fontes, ator sem maior experiência na produção de longas-metragens. As filmagens foram iniciadas em 1995 mas foram logo interrompidas por falta de recursos financeiros. Novas captações, autorizadas pelo Ministério da Cultura, foram feitas, mas após Fontes haver consumido R$8,6 milhões as filmagens foram definitivamente canceladas com a recusa do Tribunal de Contas da União em aceitar a prestação de contas do produtor.
O filme Chatô, o Rei do Brasil veio a ser lançado apenas em 2015.

### "Corações Sujos"
Corações Sujos foi vendido para o cineasta Cacá Diegues, mas o projeto de finalizar o filme em 2005 não se concretizou.
Em 2011, foi lançado o filme Corações Sujos, do diretor Vicente Amorim, que conta com o ator Tsuyoshi Ihara no elenco.

### "Os Últimos Soldados da Guerra Fria"
Os Últimos Soldados da Guerra Fria foi adaptado para o cinema por Olivier Assayas em 2019 sob o título Wasp Network, Cuban Network, Red Avispas... dependendo do país e da língua. A produção franco-espanhola é estrelada por Penélope Cruz, Édgar Ramírez, Gael García Bernal, Ana de Armas e Wagner Moura nos papéis principais. O filme foi bem recebido pela crítica, mas com reações violentas dos círculos anticastristas em Miami.

## Adaptações para o teatro

### "Chatô, o Rei do Brasil"
Em 2025, o livro deu origem a um espetáculo de teatro musical com o título Chatô e os Diários Associados - 100 Anos de Paixão escrito pelo próprio Fernando Morais e por Eduardo Bakr. A peça estreou no dia 27 de março no Teatro João Caetano (Rio de Janeiro), com Direção de Tadeu Aguiar e elenco formado por importantes nomes da cena teatral brasileira como Stepan Nercessian, Cláudio Lins, Sylvia Massari, Patrícia França, dentre outros, e contando também com Coregrafias de Carlinhos de Jesus, Direção Musical de Thalyson Rodrigues e Supervisão Musical de Guto Graça Mello. A peça trata da vida de Assis Chateaubriand sob o viés da sua importância para comunicação, fazendo um recorte de 100 anos da história do Brasil, revivendo personagens, músicas e resgatando memórias que aquecem o coração do espectador e que se misturam com a história da cultura, da imprensa e da democracia do nosso país através de um espetáculo original e brasileiro.

## Ligações Externas
- Blog Nocaute
- Canal no Youtube
- Facebook